# Pronephrium sampsoni
Pronephrium sampsoni là một loài dương xỉ trong họ Thelypteridaceae. Loài này được Ching ex Shing in J.F. Cheng & G.F. Chu mô tả khoa học đầu tiên năm 1993.
Danh pháp khoa học của loài này chưa được làm sáng tỏ. 